# Ano litúrgico ortodoxo

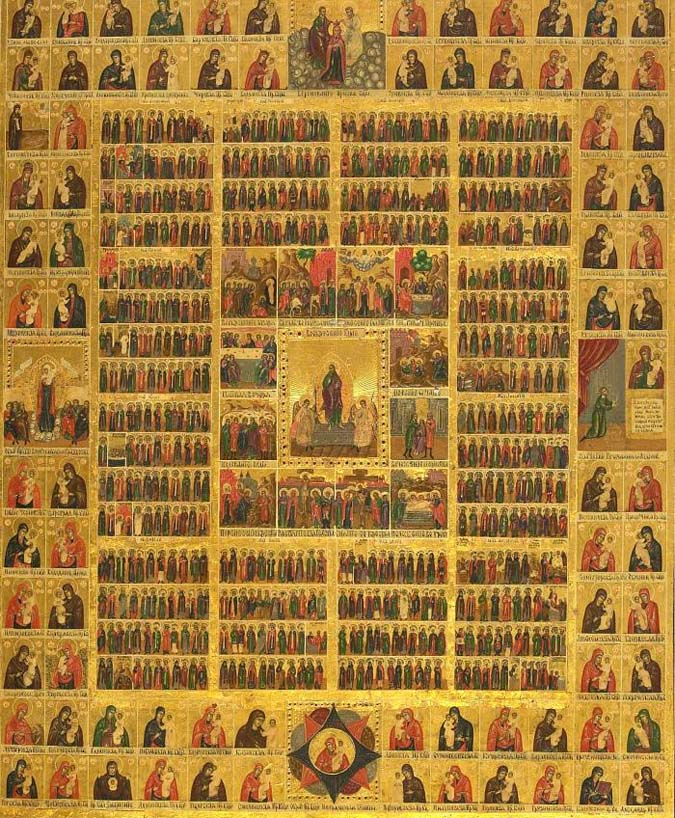
Ícone russo representando o calendário dos santos (século XVIII ou XIX)

O ano litúrgico ortodoxo dita o ritmo da vida litúrgica da Igreja Ortodoxa. Associado a cada data estão passagens da Sagrada Escritura, santos e eventos de comemoração, e muitas vezes regras especiais para o jejum ou festas.
Há dois tipos de festas no calendário ortodoxo: fixas e móveis. Festas fixas ocorrem no mesmo dia de cada ano, enquanto festas móveis mudam a cada ano. As festas móveis geralmente são calculadas em relação à Páscoa, pelo que o ciclo é conhecido como ciclo pascal.
O ano litúrgico dos católicos bizantinos é, em uma série de aspectos, semelhante ao ortodoxo, mas se caracteriza, por exemplo, pela omissão ou inclusão de comemorações posteriores ao Grande Cisma e por uma aproximação geral às contagens gregorianas, especialmente quanto às festas móveis.

## Velho Calendário e Novo Calendário
Ainda que à altura de 1924 a maioria dos países ortodoxos já houvessem adotado o calendário gregoriano, não se podia dizer o mesmo de suas igrejas nacionais. Um novo calendário, no entanto, foi aprovado por um sínodo em Istanbul em maio de 1923, consistindo de uma parte solar, idêntica ao calendário gregoriano até o ano de 2800, e uma parte lunar, que calcula a Páscoa astronomicamente a partir de Jerusalém. As igrejas ortodoxas todas se recusaram a aceitar a parte lunar a princípio, de forma que continuam calculando a Páscoa a partir do calendário juliano (com exceção da Igreja Ortodoxa Finlandesa e da Igreja Ortodoxa Apostólica Estoniana, cujo calendário foi alterado como forma de união com a Igreja Evangélica Luterana da Finlândia e a Igreja Luterana Evangélica Estoniana). Chama-se hoje o uso do calendário juliano de Velho Calendário, enquanto tanto o juliano revisado quanto o gregoriano são chamados Novo Calendário.

## Festas fixas
O ano litúrgico ortodoxo começa no dia 1 de setembro, que nas igrejas utilizando o Velho Calendário cai no dia 14 de setembro entre 1900 e 2099. Esta diferença de 13 dias segue-as por todo o Ciclo Fixo, mas não pelo Ciclo Móvel, que é o mesmo para toda a Igreja Ortodoxa, com exceção da Igreja Finlandesa e da Igreja Apostólica Estoniana.

## Festas móveis
A Páscoa é, de longe, o dia mais importante do ano eclesiástico, e todos os outros dias, de uma forma ou de outra, dependem dele. A Páscoa cai em diferentes datas do calendário de ano para ano, calculados de acordo com um rigoroso conjunto de regras (ver cálculo da Páscoa para mais detalhes). Enquanto o ciclo fixo começa no dia 1 de setembro, o novo Ciclo Pascal começa no "domingo de Zaqueu" (o início da preparação época antes da Grande Quaresma), onze domingos antes da Páscoa, e continua até o domingo de Zaqueu do ano seguinte. A Epístola e o Evangelho lidos na Divina Liturgia ao longo do ano são determinados pela data da Páscoa.

## Grandes Festas
Há Doze Grandes Festas durante todo o ano litúrgico, não contando com a Páscoa,  que está acima e além de todos os outros dias de festa. Estas são as festas que celebram os principais eventos históricos da vida de Jesus Cristo e da Teótoco, das quais três são móveis:
- Domingo de Ramos (domingo antes da Páscoa)
- Ascensão (quarenta dias após a Páscoa)
- Pentecostes (cinquenta dias após a Páscoa)

As outras Grandes Festas fazem parte do Ciclo Fixo:
- A Natividade da Mãe de Deus — 8 de setembro
- A Exaltação da Santa Cruz — 14 de setembro
- A Apresentação da Teótoco — 21 de novembro
- O Natal do Senhor — 25 de dezembro
- A Teofania — 6 de janeiro
- A Apresentação do Senhor — 2 de fevereiro
- A Anunciação — 25 de março
- A Transfiguração — 6 de agosto
- A Dormição da Teótoco — 15 de agosto

Adicionalmente, a comemoração do padroeiro da paróquia ou mosteiro é contada como uma Grande Festa, e celebrada com grande solenidade.

## Tempos litúrgicos
Além da Grande Quaresma, existem três outras quaresmas menos importantes no ano:
- Quaresma da Natividade (40 dias em preparação para a Festa da Natividade de Nosso Senhor)
- Quaresma dos Apóstolos (da segunda-feira depois do Pentecostes até a Festa de São Pedro e São Paulo)
- Quaresma da Dormição (de 1 a 14 de agosto, em preparação para a Dormição da Teótoco)

A temporada do domingo do Publicano e do Fariseu (três semanas antes da Grande Quaresma) até o Grande Sábado é chamada Triódion, enquanto a temporada da Páscoa ao Pentecostes é chamada Pentecostárion.